# هارتویگ درنبورگ

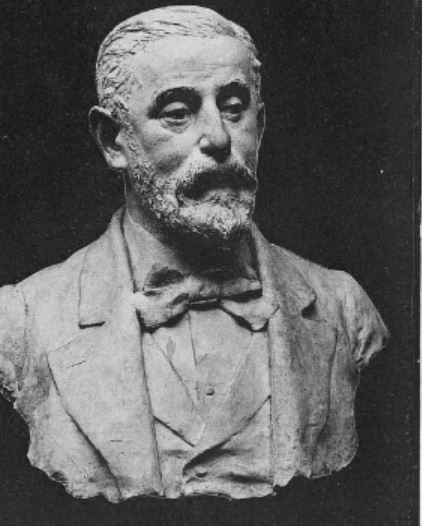
رخ‌نگاره‌ای از هارتویگ درنبورگ

هارتویگ درنبورگ (به فرانسوی Hartwig Derenbourg) (زاده ۱۸۴۴- درگذشت ۱۹۰۸) یک خاورشناس فرانسوی یهودی بود.

## تولد
هارتویگ در سال ۱۸۴۴ م متولد شد. پدرش ژوزف (یوسف) نام داشت.

## تحقیقات اسلامی ایرانی
هارتویگ در زمینه فرهنگ ایران و اسلام علاقه و مطالعه داشت و از این رهگذر تعدادی از کتاب‌های تمدن اسلامی را تصحیح و چاپ نمود. مانند:
- کتاب «المواعظ و الاعتبار» اسامه بن منقذ که در ۱۸۸۶م در لیدن آن را چاپ کرد و در روی جلدش نوشت: «و قد اعتنی بتصحیحه العبد الفقیر إلی ربه هرتویغ درنبرغ»
- دیوان نابغه ذبیانی؛ ۱۸۶۹م.
- «الکتاب» سیبویه؛ ۱۸۸۳م.
- «مختارات من قصائد أسامة بن منقذ» ۱۸۸۹–۱۸۹۳.
- «الفخری فی الآداب السلطانیة» ابن طقطقی، ۱۸۹۵.

## درگذشت
هارتویگ درنبورگ در سال ۱۹۰۸م/برابر ۱۳۲۶ق درگذشت.